# Cupa Stanley

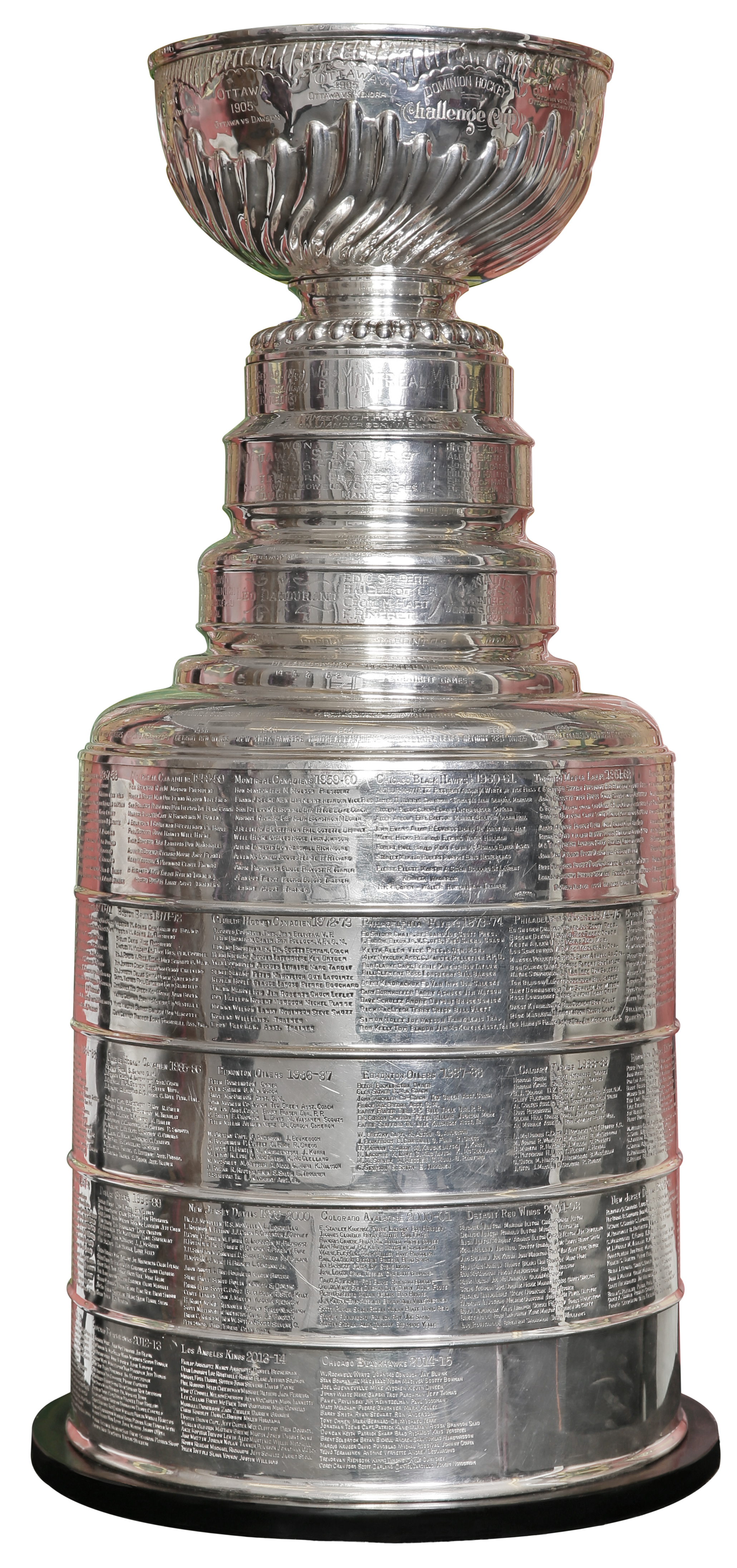

Cupa Stanley (în engleză Stanley Cup), numit inițial Dominion Hockey Challenge Cup, este în America de Nord, un trofeu de hochei acordat anual, începând din 1927 de către Liga Națională de hochei la echipa campioană a playoff-ului.
Este cel mai vechi trofeu care poate fi primit în America de Nord de sportivii profesioniști.
Donată de Frederick Stanley, Cupa Stanley a fost prezentată pentru prima dată în 1893 de administratori, doi bărbați numiți de Stanley să gestioneze conflictele și să protejeze interesele superioare ale trofeului. Între 1893 și 1914, Cupa a putut fi câștigată în două moduri: fie prin câștigarea unei provocări împotriva echipei campioane în vigoare, fie prin terminarea în fruntea ligii în care a jucat această echipă.
În 1915, s-a ajuns la un acord între liderii celor mai mari ligi din America de Nord la acea vreme, Asociația Națională de Hochei (ANH) și Asociația de Coastă a Hochei din Pacific (PCHA): Cupa Stanley recompensează câștigătorul unei serii finale între cea mai bună echipă din fiecare ligă. Doi ani mai târziu, ANH a fost înlocuit de Liga Națională de Hochei (LNH). Finala din 1919 a fost anulată din cauza pandemiei de gripă din 1918 și pentru prima dată după 1893, Cupa Stanley nu a fost acordată. În 1921, s-a format Liga de hochei Western Canada (WCHL) și i s-a permis să joace împotriva celei mai bune echipe din PCHA pentru a determina care echipă va întâlni reprezentanții NHL. PCHA nu a supraviețuit mult timp acestei competiții și și-a încetat activitățile în 1924. WCHL a suferit aceeași soartă doi ani mai târziu, lăsând NHL-ul singur să joace pentru Cupa Stanley.
Între 1942 și 1967, doar șase echipe au jucat în NHL și au împărțit Cupa Stanley. În această perioadă de 25 de ani, Montreal Canadiens a câștigat 10 titluri, inclusiv 5 consecutive între 1956 și 1960; la Toronto Maple Leafs sunt doar în spatele cu 9 victorii. În 1967, NHL s-a confruntat cu competiție și și-a dublat numărul de echipe. Treptat, NHL își mărește numărul de echipe de la 12 la 31. Din 1893, Canadiens au fost cea mai de succes echipă cu 24 de victorii pe numele lor, Henri Richard fiind jucătorul cu cele mai multe cupe., 11, în timp ce Scott Bowman cu 9 wins este cel mai premiat antrenor. În 1965, NHL a înființat Trofeul Conn Smythe pentru a recompensa cel mai bun jucător din playoff-ul Cupei Stanley, jucător încă membru al uneia dintre cele două echipe finaliste.